# Goudoum-Goudoum
Goudoum-Goudoum est une localité du Cameroun située dans le département du Mayo-Kani et la Région de l'Extrême-Nord. Elle fait partie de la commune de Moulvoudaye. 

## Population
En 1976, Goudoum-Goudoum Garre comptait 398 habitants, dont 326 Peuls et 72 Mousgoum. Goudoum-Goudoum Mousgoum en comptait 32, des Mousgoum. 
Lors du recensement de 2005, 6 494 personnes ont été dénombrées à Goudoum-Goudoum.
En 2013, la population est estimée à 4 362 habitants.

## Infrastructures
Goudoum-Goudoum est doté d'un collège public général (CES).